# Gasteria carinata

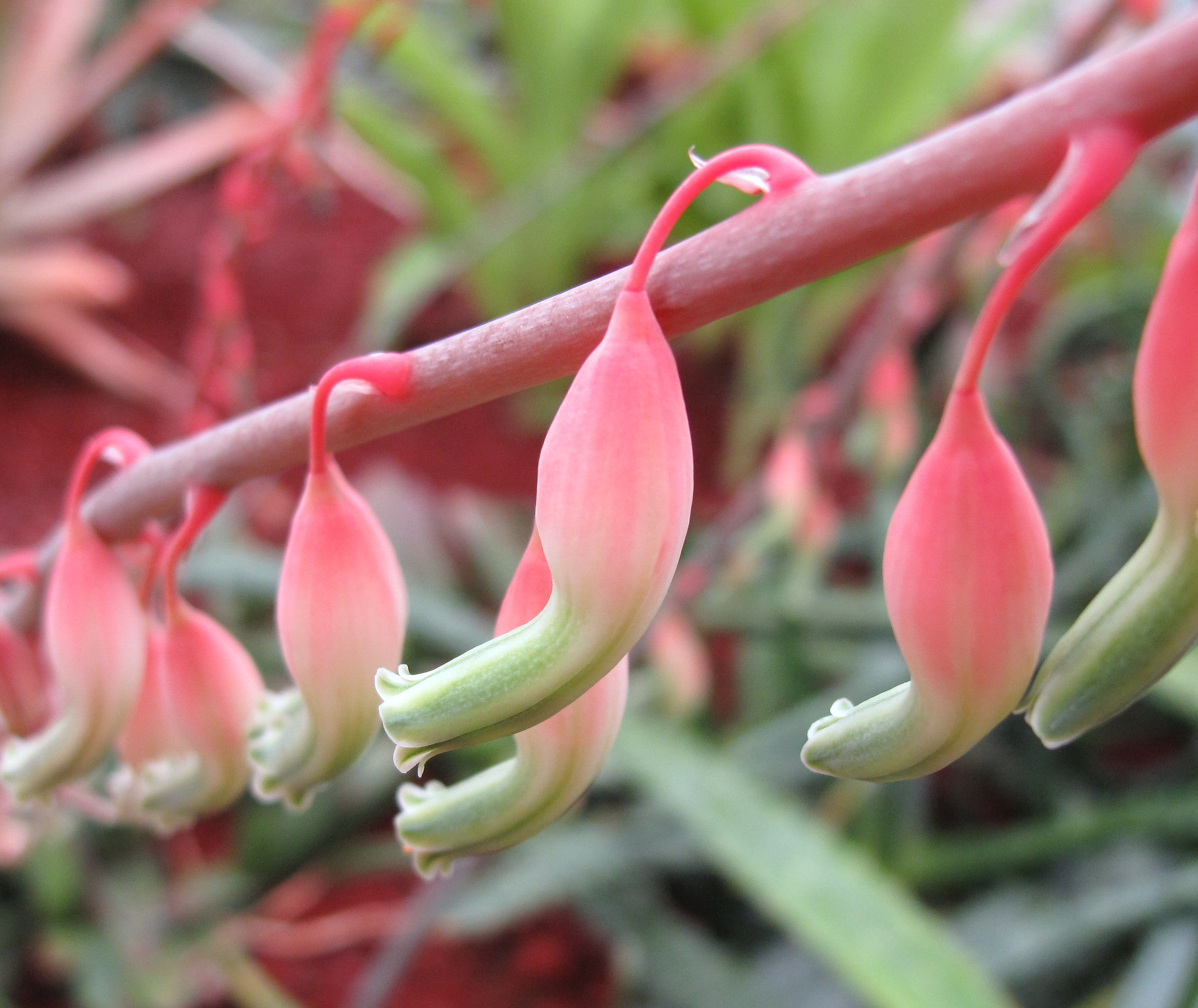
Blüten

Gasteria carinata ist eine Pflanzenart der Gattung Gasteria in der Unterfamilie der Affodillgewächse (Asphodeloideae).

## Beschreibung

### Vegetative Merkmale
Gasteria carinata wächst stammlos, ist niederliegend bis aufrecht und erreicht eine Wuchshöhe von 3 bis 18 Zentimeter. Sie sprosst von der Basis aus und bildet kleine dichte Gruppen mit einem Durchmesser von 15 bis 80 Zentimetern. Die dreieckigen bis dreieckig-lanzettlichen, aufrecht ausgebreiteten Laubblätter sind anfangs zweizeilig am Trieb angeordnet und bilden später eine Rosette. Die unteren Blätter sind ausgebreitet. Die Blattspreite ist 3 bis 12 Zentimeter lang und 1 bis 5 Zentimeter breit. Sie ist auf beiden Seiten mit erhabenen oder vertieften weißen, kuppelartigen Warzen bedeckt, die in undeutlichen diagonalen Streifen angeordnet sind. Die Epidermis ist warzig oder glatt und nur selten rau. Der knorpelige Blattrand ist warzig-winzig gekerbt und nur selten gezähnelt. Die Blattspitze ist zugespitzt, selten stumpf gerundet, gestutzt oder abgerundet. Sie trägt ein aufgesetztes Spitzchen. Junge Blätter sind zweizeilig, aufrecht ausgebreitet, bandförmig und glatt oder warzig.

### Blütenstände und Blüten
Der rispige Blütenstand ist einfach und erreicht eine Länge von 15 bis 90 Zentimeter. Gelegentlich weist er ein Paar Seitenzweige auf. Die rosafarbene Blütenhülle ist 16 bis 27 Millimeter lang. Ihr bauchiger Teil ist schmal ellipsoid bis selten kugelförmig-ellipsoid. Oben ist sie zu einer hellrosafarbenen bis weißen, grün gestreiften Röhre mit einem Durchmesser von 3 bis 5 Millimeter eingeschnürt. Die länglichen Staubfäden ragen nicht aus der Blüte heraus.

### Früchte und Samen
Die Früchte sind 19 bis 23 Millimeter lang und 7 Millimeter breit. Sie enthalten 3 bis 4 Millimeter lange und 2 Millimeter breite Samen.

## Systematik und Verbreitung
Gasteria carinata ist in der südafrikanischen Provinz Westkap verbreitet.
Die Erstbeschreibung als Aloe carinata durch Philip Miller wurde 1768 veröffentlicht. Henri-Auguste Duval stellte die Art 1809 in die Gattung Gasteria.
Es werden folgende Varietäten unterschieden:
- Gasteria carinata var. carinata
- Gasteria carinata var. glabra (Salm-Dyck) van Jaarsv.
- Gasteria carinata var. thunbergii (N.E.Br.) van Jaarsv.
- Gasteria carinata var. verrucosa (Mill.) van Jaarsv.

Es sind zahlreiche Synonyme bekannt.

## Nachweise